# Simona Anamaria Marinescu
Simona Anamaria Marinescu (n. 20 ianuarie 1962) este un fost senator român în legislatura 2000-2004, ales în județul Vrancea pe listele partidului PD. În cadrul activității sale parlamentare, Simona Anamaria Marinescu a fost membru în grupurile parlamentare de prietenie cu Republica Franceză-Senat și Republica Cipru. Simona Anamaria Marinescu a fost membru în comisia pentru muncă, familie și protecție socială (din sep. 2004), în ccomisia pentru muncă, familie și protecție socială (până în dec. 2004) și în comisia pentru politică externă.
Din ianuarie 2008, Simona Anamaria Marinescu este Senior Economist pentru Programul Națiunilor Unite pentru Dezvoltare și coordonează reformele economice în Irak în parteneriat cu Banca Mondială și cu Organizația pentru Cooperare și Dezvoltare Economică.
În perioada 2004-2008, Simona Anamaria Marinescu a coordonat reforma socială în Irak ca specialist al Băncii Mondiale și apoi al USAID, timp în care a creat sistemul de asistență socială "Social Safety Net" pentru un milion de familii sărace și a început reforma sistemului public de pensii.